# Джансен, Стив
Стив Джансен (англ. Steve Jansen, настоящее имя Стив Бэтт англ. Steve Batt; род. 1 декабря 1959, Бакингем) — английский музыкант, композитор и музыкальный продюсер. Младший брат Дэвида Сильвиана (англ. David Sylvian).

## Биография
Джансен был одним из основателей группы Japan, вместе со своим братом Дэвидом Сильвианом (вокал, гитара и клавишные), Миком Карном (бас-гитара), Ричардом Барбьери (клавишные) и Робом Дином (гитара), все они встретились в Кэтфорде, Japan начинала как любительская группа в 1974 году, в то время как их первый студийный альбом под названием Adolescent Sex был выпущен в 1978 году, за ним в том же году последовали малоизвестные альтернативы. Оба альбома получили неоднозначные отзывы и плохие продажи внутри Великобритании, но были коммерчески успешны за рубежом.
Третий альбом группы Quiet Life ознаменовал значительный отход от их оригинального стиля альтернативного глэм-рока, а изменение звучания привело к тому, что критики непреднамеренно ассоциировали их с Новым романтическим движением, хотя это неоднократно отвергалось самими участниками. Virgin Records выпустила последние студийные альбомы Japan «Gentlemen Take Polaroids» и «Tin Drum», а последнее живое выступление группы состоялось 16 декабря 1982 года.Japan страдала от личных и творческих столкновений и решила распасться в период, когда они начинали испытывать значительный коммерческий успех как в своей родной Великобритании, так и на международном уровне. Группа ненадолго воссоединилась в 1991 году под названием Rain Tree Crow и выпустила одноимённый альбом.
После распада Japan Джансен записался с товарищем по группе Ричардом Барбьери под псевдонимом Jansen/Barbieri и выпустил инструментальный альбом Worlds in a Small Room, а позже (Catch the Fall) как the Dolphin Brothers, где Джансен исполнял ведущий вокал, а также барабаны и перкуссию.
В 1991 году Джансен, Барбьери и Карн основали Medium Productions как площадку для выпуска своей собственной музыки, а также релизов других исполнителей.
Джансен работал сессионным музыкантом и сотрудничал с широким кругом международных артистов, таких как Юкихиро Такахаси и итальянская певица и автор песен Элис. Он сотрудничал с Дэвидом Сильвианом и Бернтом Фридманом в проекте Nine Horses, который породил один альбом и один компакт-диск с расширенным воспроизведением, выпущенный лейблом звукозаписи Sylvian Samadhi Sound. Янсен выступал с Сильвианом во время его концертных туров, играя на барабанах и перкуссии.

## Сольная карьера
Он выпустил свой первый сольный альбом под названием Slope в 2007 году. Альбом был выпущен на лейбле Samadhi Sound, и в нём Сильвиан исполняет «блюзовый» дуэт с Джоан Вассер, а также участвуют Аня Гарбарек, Свит Билли Пилигрим, Томас Файнер и Нина Кинерт. 15 апреля 2016 года Джансен выпустил второй сольный альбом под названием Tender Extinction на лейбле Bandcamp и в других магазинах цифровой музыки.
Переиздание альбома Джансен/Барбьери 1995 года «Stone to Flesh» включает в себя новый трек под названием «Map of Falling», сочинённый двумя музыкантами в 2015 году. Во время своего пребывания в Japan Джансен увлекался фотографией, документируя группу и их недолговечный образ жизни. Он провёл небольшие фотовыставки в Токио и Лондоне в 1982 и 1983 годах соответственно.
В октябре 2015 года Стив выпустил книгу своих фотографий под названием «Сквозь тихое окно» в японском издательстве Artes Publishing.
В 2014 году Джансен создал новый музыкальный проект Exit North с тремя шведскими музыкантами Чарли Штормом, Ульфом Янссоном и Томасом Файнером. Они работали вместе в студии Чарли Шторма в Гётеборге, и альбом был выпущен 1 октября 2018 года под названием Book of Romance and Dust.
В 2020 году Exit North выпустили новый сингл Let the Hearts Desire. Их второй альбом, Anyway, Still, был выпущен 14 апреля 2023 года.